# 室女座41
室女座41，又名BD+13 2602，HD 112097、SAO 100322、HR 4900，是室女座的一颗恒星，视星等为6.25，位于銀經305.23，銀緯75.28，其B1900.0坐标为赤經12h 48m 48.6s，赤緯+12° 75.28′ 44″。